# Henri Pellicot
Henri Pellicot est un homme politique français né le 18 novembre 1746 à Aix-en-Provence (Bouches-du-Rhône) et mort le 10 janvier 1808 au même lieu.

## Biographie
Avocat en 1768, il est administrateur du directoire du département en 1790 et procureur général syndic. Il est député des Bouches-du-Rhône de 1791 à 1792, siégeant dans la majorité. Il est ensuite juge de paix, puis juge suppléant au tribunal de district d'Aix.

## Sources
- « Henri Pellicot », dans Adolphe Robert et Gaston Cougny, Dictionnaire des parlementaires français, Edgar Bourloton, 1889-1891 [détail de l’édition]